# Субгляціальна зона
Субгляціальна зона - зона, яка охоплює нижню частину льодовика і поверхня ложа на глибину впливу льодовикової ерозії. В межах С. з. може відбуватися як екзарація ложа, так і акумуляція уламкового матеріалу (льодовикового дебрису). 
Син .: базальна зона льодовика